# Высшая лига чемпионата России по шахматам
Высшая лига — этап отбора к Суперфиналу чемпионата России по шахматам, проводится с 2004 года.

## Отбор
К участию в соревнованиях допускаются спортсмены — граждане Российской Федерации, представляющие в рейтинг-листе ФИДЕ Российскую Федерацию (аббревиатура в рейтинг листе — RUS или FID):
- занявшие с 4 по 12 места на Суперфинале Чемпионата России 2024 года
- с активным[1] российским рейтингом: мужчины — 2500 пунктов и выше на 01.04.2025 года, женщины — 2300 пунктов и выше на 01.04.2025 года
- занявшие с 1 по 3 места на чемпионатах федеральных округов, городов Москвы и Санкт-Петербурга
- занявшие с 1 по 3 места на первенстве России 2025 года среди юниоров и среди юниорок (до 21 года)
- победители первенства России 2025 года среди юношей и среди девушек (до 19 лет)
- действующие победители всероссийских спортивных соревнований среди студентов (юниоров и среди юниорок (17–25 лет), включенных в ЕКП Минспорта России

Допускается участие женщин в турнире «Высшая лига» среди мужчин, если они завоевали это право в результате спортивного отбора или по решению ФШР. При отказе играть в «Высшей лиге» кого-либо из спортсменов (спортсменок), получивших персональное право участия по результатам чемпионатов федеральных округов, Москвы, Санкт-Петербурга (в соответствии с итоговыми таблицами), его (ее) замена не предусматривается.

## Регламент
Соревнования проводятся раздельно для мужчин и для женщин по швейцарской системе в 9 туров с одним выходным днем.
Контроль времени в турнирах — 90 минут на первые 40 ходов, затем 30 минут до конца партии с добавлением 30 секунд на каждый ход, начиная с первого, каждому участнику.
Спортсмены, занявшие 1–5 места, получают право участия в Суперфиналах чемпионата России по шахматам среди мужчин и чемпионата России по шахматам среди женщин соответственно.
Места 1–30 в соревновании среди мужчин и места 1–15 в соревновании среди женщин награждаются денежными призами, которые распределяются согласно занятым местам с учетом дополнительных показателей. В случае совпадения всех дополнительных показателей призы делятся в равных долях.
Общий призовой фонд — 5 000 000 (пять миллионов) рублей.

## Турниры

### 57-й чемпионат России (2004)
- Томск (35 участников)
  - Победитель: Александр Мотылёв
  - В финал также вышли: Артём Тимофеев, Алексей Коротылев
- Санкт-Петербург (34 участника)
  - Победитель: Алексей Дреев
  - В финал также вышли: Виталий Цешковский, Владимир Епишин

### 58-й чемпионат России (2005)
- Казань (66 участников)
  - Победитель: Евгений Бареев
  - В финал также вышли: Александр Халифман, Сергей Волков, Сергей Рублевский, Дмитрий Яковенко, Евгений Наер, Александр Мотылёв

### 59-й чемпионат России (2006)
- Томск (62 участника)
  - Победитель: Эрнесто Инаркиев
  - В финал также вышли: Денис Хисматуллин, Евгений Томашевский, Ян Непомнящий, Сергей Григорьянц, Евгений Алексеев, Никита Витюгов

### 60-й чемпионат России (2007)
- Красноярск (67 участников)
  - Победитель: Никита Витюгов
  - В финал также вышли: Андрей Рычагов, Алексей Дреев, Фаррух Амонатов, Евгений Томашевский, Артём Тимофеев, Константин Сакаев

### 61-й чемпионат России (2008)
- Новокузнецк (56 участников)
  - Победитель: Артём Тимофеев
  - В финал также вышли: Никита Витюгов, Эрнесто Инаркиев, Константин Маслак, Александр Ластин, Александр Рязанцев, Константи Сакаев

### 62-й чемпионат России (2009)
- Улан-Удэ (57 участников)
  - Победитель: Евгений Томашевский
  - В финал также вышли: Никита Витюгов, Александр Рязанцев, Денис Хисматуллин, Артём Тимофеев

### 63-й чемпионат России (2010)
- Иркутск (48 участников)
  - Победитель: Ян Непомнящий
  - В финал также вышли: Денис Хисматуллин, Владимир Поткин, Игорь Курносов, Вадим Звягинцев

### 64-й чемпионат России (2011)
- Таганрог (60 участников)
  - Победитель: Александр Морозевич
  - В финал также вышли: Артём Тимофеев, Александр Галкин

### 65-й чемпионат России (2012)
- Тюмень (46 участников)
  - Победитель: Дмитрий Андрейкин
  - В финал также вышли: Даниил Дубов, Никита Витюгов, Санан Сюгиров, Владимир Поткин

### 66-й чемпионат России (2013)
- Екатеринбург (50 участников)
  - Победитель: Эрнесто Инаркиев
  - В Суперфинал также вышли: Ян Непомнящий, Александр Мотылёв, Алексей Гоганов, Антон Шомоев

### 67-й чемпионат России (2014)
- Владивосток (48 участников)
  - Победитель: Игорь Лысый
  - В Суперфинал также вышли: Вадим Звягинцев, Дмитрий Яковенко, Денис Хисматуллин, Борис Грачёв

### 68-й чемпионат России (2015)
- Калининград (57 участников)
  - Победитель: Владислав Артемьев
  - В Суперфинал также вышли: Александр Мотылёв, Иван Букавшин, Ильдар Хайруллин, Даниил Дубов

### 69-й чемпионат России (2016)
- Коломна (60 участников)
  - Победитель: Григорий Опарин
  - В Суперфинал также вышли: Владимир Федосеев, Дмитрий Кокарев, Александр Рязанцев, Алексей Гоганов

### 70-й чемпионат России (2017)
- Сочи (54 участника)
  - Победитель: Даниил Дубов
  - В Суперфинал также вышли: Санан Сюгиров, Сергей Волков, Евгений Романов, Максим Матлаков

### 71-й чемпионат России (2018)
- Ярославль (59 участников)
  - Победитель: Алексей Сарана
  - В Суперфинал также вышли: Григорий Опарин, Эрнесто Инаркиев, Денис Хисматуллин, Михаил Кобалия

### 72-й чемпионат России (2019)
- Ярославль (59 участников)
  - Победитель: Александр Предке
  - В Суперфинал также вышли: Алексей Сарана, Алексей Дреев, Александр Мотылёв, Кирилл Алексеенко

### 73-й чемпионат России (2020)
- Сочи (51 участник)
  - Победитель: Максим Чигаев
  - В Суперфинал также вышли: Михаил Антипов, Владимир Федосеев, Алексей Гоганов, Андрей Есипенко

### 74-й чемпионат России (2021)
- Чебоксары (54 участника)
  - Победитель: Павел Понкратов
  - В Суперфинал также вышли: Максим Чигаев, Александра Горячкина, Александр Рахманов, Александр Мотылев

### 75-й чемпионат России (2022)
- Обнинск (45 участников)
  - Победитель: Санан Сюгиров
  - В Суперфинал также вышли: Владислав Артемьев, Максим Чигаев, Александр Рахманов, Илья Ильюшенок

### 76-й чемпионат России (2023)
- Новокузнецк (43 участника)
  - Победитель: Павел Понкратов
  - В Суперфинал также вышли: Володар Мурзин, Евгений Наер, Артем Тимофеев, Клементий Сычев, Иван Розум

### 77-й чемпионат России (2024)
- Нижний Новгород (47 участников)
  - Победитель: Евгений Наер
  - В Суперфинал также вышли: Артем Тимофеев, Рудик Макарян, Арсений Нестеров, Алексей Дреев

### 78-й чемпионат России (2025)
- Липецк (47 участников)
  - Победитель: Павел Понкратов
  - В Суперфинал также вышли: Вадим Звягинцев, Илья Ильюшенок, Арсений Нестеров, Сергей Лобанов.